# کایسی ویکهوف
کایسی ویکهوف (نروژی: Kajsa Vickhoff Lie؛ زادهٔ ۲۰ ژوئن ۱۹۹۸) اسکی‌باز آلپاین اهل نروژ است.